# Episodi di Les Mystères de l'amour (trentaquattresima stagione)
La trentaquattresima stagione della serie televisiva Les Mystères de l'amour è andata in onda in Francia dall'11 febbraio al  4 agosto 2024 sul canale Telemontecarlo.
In Italia è inedita.
| nº | Titolo originale          | Titolo italiano | Prima TV Francia | Prima TV Italia |
| -- | ------------------------- | --------------- | ---------------- | --------------- |
| 01 | Saint Valentin 2024       |                 | 11 febbraio 2024 |                 |
| 02 | Rencontre d’un autre type |                 | 18 febbraio 2024 |                 |
| 03 | Guerrier de l'amour       |                 | 25 febbraio 2024 |                 |
| 04 | Golden ticket             |                 | 3 marzo 2024     |                 |
| 05 | Message en plein vol      |                 | 10 marzo 2024    |                 |
| 06 | Jeux dangereux            |                 | 17 marzo 2024    |                 |
| 07 | Résultats étonnants       |                 | 24 marzo 2024    |                 |
| 08 | Poursuite nocturne        |                 | 31 marzo 2024    |                 |
| 09 | Décision inattendue       |                 | 7 aprile 2024    |                 |
| 10 | Retour et détour          |                 | 14 aprile 2024   |                 |
| 11 | Changement de partenaire  |                 | 21 aprile 2024   |                 |
| 12 | Dîners intimes            |                 | 28 aprile 2024   |                 |
| 13 | Comme des bleus           |                 | 5 maggio 2024    |                 |
| 14 | Insupportable             |                 | 12 maggio 2024   |                 |
| 15 | Chagrins croisés          |                 | 19 maggio 2024   |                 |
| 16 | Naissances et renaissance |                 | 26 maggio 2024   |                 |
| 17 | Dernière séquence         |                 | 2 giugno 2024    |                 |
| 18 | Sans pitié                |                 | 9 giugno 2024    |                 |
| 19 | Réunion de famille        |                 | 16 giugno 2024   |                 |
| 20 | Nouveaux artistes         |                 | 23 giugno 2024   |                 |
| 21 | Changement de vie         |                 | 30 giugno 2024   |                 |
| 22 | Conflit personnel         |                 | 7 luglio 2024    |                 |
| 23 | Coup fatal                |                 | 14 luglio 2024   |                 |
| 24 | Traquée !                 |                 | 21 luglio 2024   |                 |
| 25 | Bruits de couloir         |                 | 28 luglio 2024   |                 |
| 26 | Au nom du frère           |                 | 4 agosto 2024    |                 |